# Tir als Jocs Olímpics d'estiu de 1896

Als Jocs Olímpics d'Atenes 1896 es disputaren 5 proves de tir. Aquestes proves es disputaren al nou camp de tir construït a Kallithea. Foren organitzats i preparats pel Subcomitè de Tir i 61 tiradors foren els que competiren. 

## Països participants
Un total de 61 tiradors de 7 països diferents van prendre part en els Jocs d'Atenes:
| - Dinamarca (3) - França (1) - Regne Unit (2) - Grècia (50) | - Itàlia (1) - Suïssa (1) - Estats Units (3) |

## Resultats
Aquestes medalles foren assignades a posteriori pel Comitè Olímpic Internacional; a l'època, als guanyadors se'ls donava una medalla de plata i els subsegüents llocs no rebien cap premi.
| Prova                                   | Or                  | Argent              | Bronze             |
| Rifle militar, 200m detalls             | Pandelís Karasevdàs | Pavlos Pavlidis     | Nicolaos Trikupis  |
| Rifle militar, 300m 3 posicions detalls | Georgios Orphanidis | Ioannis Frangoudis  | Viggo Jensen       |
| Pistola militar, 25m detalls            | John Paine          | Sumner Paine        | Nikolaos Morakis   |
| Pistola ràpida, 25m detalls             | Ioannis Frangoudis  | Georgios Orphanidis | Holger Nielsen     |
| Pistola lliure, 30m detalls             | Sumner Paine        | Holger Nielsen      | Ioannis Frangoudis |

## Medaller
| Posició | País         | Or | Argent | Bronze | Total |
| 1       | Grècia       | 3  | 3      | 3      | 9     |
| 2       | Estats Units | 2  | 1      | 0      | 3     |
| 3       | Dinamarca    | 0  | 1      | 2      | 3     |

Esportistes de França, Gran Bretanya, Itàlia i Suïssa també van participar en aquestes proves, però sense aconseguir medalles.